# Arka'n Asrafokor
Arka'n Asrafokor é uma banda de heavy metal togolesa de Lomé, formada em meados da década de 2010 pelo vocalista, guitarrista e compositor principal Kodzo "Rock" Ahavi. Considerada "a única banda de metal do Togo", ela toca uma mistura de vários subgêneros de heavy metal com música tradicional togolesa e percussão africana.
A banda evoluiu de um projeto musical que Ahavi havia formado por volta de 2010; sua formação atual foi estabelecida em 2015-16 com a adição de quatro membros, incluindo seu irmão. Juntos, o quinteto lançou dois álbuns até agora e fez turnês pela África e pela Europa.

## História

### Contexto, formação, significado do nome (2010–2015)
Alguns anos depois de abrir um estúdio para produzir outros artistas na capital do Togo, Lomé, o músico Kodzo "Rock" Ahavi formou um projeto em 2009 ou 2010 para recrutar mais colegas e tocar ao vivo com material original e versões cover de AC/DC, Metallica e Scorpions, bandas que o atraíram para o heavy metal juntamente a Deep Purple. Eles também faziam covers de Rage Against the Machine e até mesmo de Bob Marley. Segundo Ahavi, o público começou a solicitar mais material original deles.
Em 2012 ou 2013, uma banda foi criada com o nome Arka'n e com parte de sua formação atual, enquanto o irmão mais novo de Kodzo, Elom "Enrico" Ahavi, formou um grupo de rap metal chamado H Weapons. O próprio Kodzo ocasionalmente tocava guitarra em algumas de suas canções. As músicas iniciais deles foram gravadas em seus próprios quartos, usando colchões e cobertas para isolamento acústico.
Em 2015 (ou 2016), a encarnação original do Arka'n se desfez e os membros restantes se fundiram com o H Weapons e recrutaram o percussionista tradicional Yao Justin "Mass" Aholou para formar o Arka'n Asrafokor, com uma formação que foi estabelecida com Rock nos vocais principais e guitarras; Enrico nos vocais de rap, teclados e percussão; Aholou nos vocais limpos e percussão; Koffi Ametefe "Francis" Amevo no baixo; e Komla Siko "Richard" Tamakloe-Azamesu na bateria.
"Arkan" ("arcano") descreve "o lado escuro/oculto do Universo" ou "coisas que você vê e sente além dos seus sentidos normais", enquanto "Asrafokor" pode ser traduzido como "punho do guerreiro" e é uma adaptação de "Asrafocore", um termo cunhado por Ahavi para expressar a "música dos guerreiros". "Asrafo" é a palavra em Ewe para "guerreiro" e "kor" significa quartel-general, ou punho - ou mesmo os cinco dedos de uma mão, que simbolizam os cinco membros do grupo.
Dada a falta de tradição do Togo na cena do heavy metal, a banda tem que fazer quase tudo sozinha, já que não há profissionais com experiência no gênero para produzi-los ou montar seus equipamentos ao vivo em sua terra natal.

### Zã Kelie turnês no exterior (2019–2022)
O álbum de estreia deles, gravado por conta própria, Zã Keli ("Escuridão e Luz" / "Noite e Dia"), foi lançado em 2019. Isso deu à banda alguma visibilidade internacional e eles começaram a fazer turnês por outros países africanos. Após um show em 2019 na Conferência Africana para Colaborações, Intercâmbios e Showcases (ACCES, na sigla em inglês) em Accra, Gana, eles foram convidados para a Europa, onde se apresentaram na França, Alemanha e Suíça. Também em 2019, eles apareceram no livro Scream for me, Africa!, de Edward Banchs, que aborda heavy metal africano.
Em 2022 e 2023, eles excursionaram pela Europa, mais precisamente noEurockéennes e no Paléo Festival (2022) e no Motocultor 2023.

### Grande gravadora eDzikkuh(2023–atualmente)
Em 2023, a banda assinou com a Atomic Fire e no final do ano lançou o single e o vídeo "Walk With Us", de seu segundo álbum ainda sem título àquela altura. Em março de 2024, eles anunciaram o nome, capa e lista de faixas do álbum: Dzikkuh (traduzido mais ou menos como "deixe a raiva reviver" ou "'raiva' no sentido de trazer de volta a raiva das pessoas e reuni-las em torno de causas".), lançado pela Reigning Phoenix Music após esta absorver a Atomic Fire.
Coincidindo com o anúncio do álbum, outro single e vídeo, intitulado "Angry God of Earth", foi lançado e posteriormente incluído em uma lista de "melhores novas canções de metal" daquela semana pela Metal Hammer. A música descreve o apocalipse climático como sendo causado intencionalmente por um deus da Terra como punição pela ganância dos homens. Em abril, outro single e vídeo, "The Truth", foi lançado. O álbum estava previsto para maio e foi enfim lançado em 19 de julho. Outra música do álbum, "Final Tournament", foi selecionada entre as melhores faixas da semana pela Metal Hammer na semana de lançamento do álbum.

## Estilo musical e influências
O som da banda é descrito como uma mistura de nu, thrash, groove e death metal, com elementos de funk, rap, reggae, rock psicodélico, música folclórica togolesa e percussão africana, causando comparações com Soulfly, The Hu, Sepultura, Alien Weaponry, Pantera, Ill Niño, Laberinto, Dub War e Slipknot.
Além dos instrumentos tradicionais de heavy metal, eles também fazem uso do gankogui, do axatse, dos tambores Evù, do djembe e do tambor falante. A maioria das músicas do álbum de estreia Zã Keli foram compostas em compasso de 6
8, comum na música tradicional togolesa.
As letras do Arka'n Asrafokor são em inglês, francês e ewe e abordam temas como justiça, paz, amor, espiritualidade e questões ambientais; o último tópico faz com que eles se vejam como um grupo que toca uma espécie de "metal consciente" inspirado no Sepultura e no Gojira. O principal compositor da banda, Kodzo "Rock" Ahavi, lista Metallica, Slipknot, Killswitch Engage, Korn, Cannibal Corpse, Creed, Lacuna Coil, Mudvayne, Pantera, Van Halen, AC/DC, Scorpions e Jimi Hendrix como influências.
Rock não considera seu som estrangeiro; ele afirma que "o metal é africano" devido ao fato de que o heavy metal derivou do rock, que por sua vez derivou do blues, que foi desenvolvido pelos afro-americanos. Ele também diz que a incorporação da música africana ao heavy metal aconteceu “naturalmente”, já que “é o mesmo espírito que anima esses dois tipos de música". Enrico, que sempre gostou de metal e rap, perguntou a Kodzo se havia uma maneira de misturar os dois e foi então apresentado ao Linkin Park por ele.
Durante apresentações ao vivo e em vídeos, os membros geralmente usam roupas tradicionais africanas e pintura facial branca.

## Discografia

### Álbuns de estúdio
- Zã Keli (2019)
- Dzikkuh (2024)

### Singles
- "Warrior Song" (2017)
- "Walk with Us" (2023)
- "Angry God of Earth" (2024)
- "The Truth" (2024)

## Ligações externos
- Arka'n Asrafokor no site da Reigning Phoenix Music